# Shishapen
De shishapen, rookpen, nepsigaret, eShish, electronic shisha of e-Hookah is een elektrische vaporizer met verschillende smaken in de vorm van een (gekleurde) sigaret. In tegenstelling tot een gewone sigaret of waterpijp bevat een shishapen geen tabak en (doorgaans) geen nicotine of teer. Het uiteinde licht op bij inhalatie, zoals bij een gewone sigaret. De shishapen kwam in mei 2013 in het nieuws toen bleek dat jonge kinderen het apparaat gebruikten. Sishapennen zijn in 2003 uitgevonden door Hon Lik. De sishapen heeft in Nederland een minimumgrens van 18 jaar voor zowel het kopen als het consumeren ervan.

## Ingrediënten
- Plantaardige glycerine zorgt voor een dikke damp en zoete smaak
- Propyleenglycol houdt de smaakstof vast en zorgt voor een rookdamp
- Gedestilleerd water
- Smaakstoffen en kruiden:[1]
  - Ethanol
  - 2,3,5-trimethylpyrazine
  - 2-acetylpyrazine
  - 3-methyl-2-cyclopenteen-1-on
  - Ethylmaltol
  - Vanilline
  - 4-hydroxy-2,5-dimethyl-3(2H)-furanone
  - 5-methyl-2-furaldehyde
  - Rhodinol
  - Cassia-olie
  - Sinaasappelolie
  - Bergamotolie
  - Octalacton-γ
  - 2-acetylpyrrool

## Gezondheid
Het Trimbos Instituut heeft het gebruik van de shishapen afgeraden vanwege onbekendheid van de stoffen die door de verhitting vrijkomen. Het instituut vindt het kwalijk dat jongeren op deze manier gewend raken aan de handeling van het roken. Ook het Longfonds vindt de nepsigaret zorgelijk en wenst dat het product uit alle schappen verdwijnt. Het ministerie van Volksgezondheid, Welzijn en Sport (VWS) heeft het Rijksinstituut voor Volksgezondheid en Milieu (RIVM) gevraagd om mogelijke risico's van de nepsigaret in beeld te brengen.

### Propyleenglycol
De stof propyleenglycol wordt onder andere gebruikt in cosmetica en voedsel als kleur- en smaakstof. Maar volgens het Trimbos-instituut ook als middel om tabak vochtig te houden. Het Nationaal Expertisecentrum Tabaksontmoediging (NET) zegt het er volgende over:
Een van de stoffen in een shisha-pen is propyleenglycol. Deze stof wordt niet alleen gebruikt in de voedings-, cosmetische, farmaceutische en kunst-stofindustrie, maar ook als middel om tabak vochtig te houden. Het grootste deel van de stof wordt tijdens het roken overgebracht naar de rook in hoeveelheden die groot genoeg zijn om de luchtwegen en ogen te irriteren. De stof bevindt zich ook in de rookpluim van een sigaret en dus kunnen zowel rokers als niet-rokers hieraan worden blootgesteld. Ook kunnen bij de verbranding schadelijke, mogelijk kankerverwekkende stoffen ontstaan (Rijksinstituut voor Volksgezondheid en milieu, 2012). Onbekend is of deze effecten ook optreden bij blootstelling aan de damp die (bij lagere temperatuur) vrijkomt bij gebruik van een shisha-pen, dit wordt momenteel onderzocht.— Shisha-pen (pdf), Nationaal Expertisecentrum Tabaksontmoediging

## Soorten
Er zijn verschillende soorten shishapennen. Er zijn hervulbare pennen en nicotine bevattende pennen. De nicotine bevattende pennen heten Vapes.